# Ethel Rosenberg

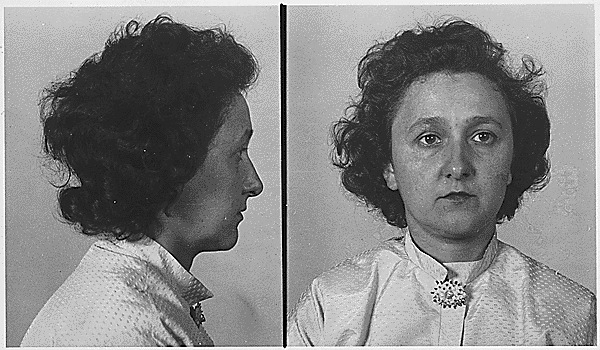
Ethel Rosenberg na haar arrestatie

Ethel Greenglass Rosenberg (New York, 28 september 1915 - aldaar, 19 juni 1953) was een Amerikaanse secretaresse die op beschuldigingen van spionage werd terechtgesteld.
Ethel, van Joodse komaf, werd samen met haar echtgenoot Julius Rosenberg bekend als (vermeende) spion voor de toenmalige Sovjet-Unie. Zij werden ervan beschuldigd geheime gegevens over kernwapens aan de Sovjet-Unie te hebben doorgespeeld. Hiervoor werden zij in 1951 ter dood veroordeeld en in 1953 door middel van de elektrische stoel geëxecuteerd.

## Achtergrond
Rosenberg wilde graag actrice en zangeres worden maar kreeg uiteindelijk een baan als secretaresse bij een rederij. Ze raakte betrokken in arbeidsgeschillen en sloot zich aan bij de jeugdafdeling van de Communistische Partij van de Verenigde Staten, waar ze in 1936 Julius ontmoette. In 1939 trouwden ze. Ze kregen twee zonen, Robert en Michael.
Zij en haar man werden opgepakt nadat de Duitse natuurkundige Klaus Fuchs in 1950 vanwege spionageactiviteiten voor de Sovjet-Unie was gearresteerd en tijdens de verhoren die daarna plaatsvonden hun namen werden genoemd.